# Edmund Mezger
Edmund Mezger (* 15. Oktober 1883 in Basel; † 24. März 1962 in Göppingen) war ein deutscher Strafrechtler und Kriminologe. Trotz seiner Verwicklung in das NS-Regime, insbesondere auch als prominenter Vertreter der Kriminologie im Nationalsozialismus und seiner Beteiligung an der Vorbereitung eines Gemeinschaftsfremdengesetzes konnte er seine Karriere nach 1945 fast ununterbrochen fortsetzen.

## Leben und Wirken
Mezger legte 1902 sein Abitur in Esslingen ab und studierte anschließend Rechtswissenschaft an den Universitäten in Tübingen, Berlin und Leipzig. Er war seit dem Studium Mitglied der Verbindung Normannia Tübingen. Nach Ablegen der ersten und zweiten juristischen Staatsprüfung schloss er seine Promotion 1908 in Tübingen ab.
Mezger arbeitete zunächst ab 1910 als Rechtsanwalt beim Oberlandesgericht Stuttgart, sodann ab 1913 als stellvertretender Amtsrichter in Tübingen. AM 23. Dezember 1915 wurde er Referent im Justizministerium von Württemberg. Zum 30. März 1917 wurde er zum Staatsanwalt in Tübingen ernannt.
1918 legte er seine Habilitationsschrift an der Universität Tübingen vor und erhielt die Venia Legendi für die Fächer Strafrecht, Strafprozessrecht und Rechtsphilosophie. Zum 24. Dezember 1921 wurde er zum außerordentlichen Professor an der Universität Tübingen und 1922 zum außerordentlichen Professor in Marburg ernannt. 1925 wurde er Professor und Lehrstuhlinhaber in Marburg, seit 1932 lehrte er in München.
In der Zeit des Nationalsozialismus war Mezger Mitglied der Akademie für Deutsches Recht. Als Mitglied mit der Nummer 55 gehörte er bereits im September 1933 zu den hundert ersten Mitgliedern der nationalsozialistischen Akademie für deutsches Recht Hans Franks. Ebenfalls 1933 forderte er ein rassisch ausgerichtetes NS-Feindstrafrecht. 1935 schrieb er als Beitrag zu Hans Franks Nationalsozialistischem Handbuch die Abhandlung Der strafrechtliche Schutz von Staat, Partei und Volk. Mezger definierte während der Strafrechtslehrertagung 1935 rechtswidriges Handeln als „Handeln gegen die deutsche nationalsozialistische Weltanschauung“.
1936 wurde Mezger Förderndes Mitglied der SS, zum 1. Mai 1937 trat er der NSDAP bei (Mitgliedsnummer 5.096.022) und 1938 schloss er sich der SS an.
Während des Zweiten Weltkriegs gehörte er zur Strafrechtskommission unter dem Reichsjustizminister Franz Gürtner und Roland Freisler. In einem Beitrag in Kriminalpolitik und ihre kriminologischen Grundlagen schrieb er 1944 über die angeblich hohe Kriminalität der Juden: „Gerade bei der besonderen Kriminalität der Juden leiden die älteren Untersuchungen an einer ungenügenden Unterscheidung zwischen Rasse und Konfession... In der Rassengesetzgebung des neuen Staates findet die neue Rasse selbst nunmehr ihre genügende Berücksichtigung“. Im selben Werk forderte er „rassehygienische Maßnahmen zur Ausrottung krimineller Stämme“ und die „Ausmerzung volks- und rasseschädlicher Teile der Bevölkerung“.
Von 1943 bis 1945 arbeitete er für den Reichsführer SS und Chef der deutschen Polizei Heinrich Himmler an einem Gesetzentwurf für ein „Gemeinschaftsfremdengesetz“. Mezger referierte über den Entwurf auf einer Sitzung des Strafrechtsausschusses der Akademie für Deutsches Recht am 28. Februar 1944 in Bad Salzungen als bereits „feststehendes Recht“. Es war geplant, den Entwurf in der Version vom 17. März 1944 zum 1. Januar 1945 in Kraft zu setzen. Nach dem 20. Juli 1944 wurde davon aber abgesehen. Mit dem von Mezger geprägten Ausdruck „Gemeinschaftsfremde“ sollten Menschen bezeichnet werden, die zwar Arier, trotzdem aber biologisch degeniert waren. In der Diskussion wurden Ausdrücke wie „Schmarotzer“, „Taugenichtse“, „Versager“, „Arbeitsscheue“ verwendet. Auch Homosexuelle galten als Gemeinschaftsfremde. Zu der justizfreien, ausschließlich polizeilichen und unbefristeten „Sicherung“ bestimmter Gemeinschaftsfremder ohne Rechtsmittel gehörte auch die Unfruchtbarmachung. Exekutive dieser gesetzlichen Bestimmungen wäre die Polizei geworden, deren oberster Dienstherr Heinrich Himmler war.
Himmler war es auch, der Mezger 1944 eine Sondererlaubnis zum Besuch eines Konzentrationslagers verschaffte. Der stellvertretende Chef der Abteilung V Kriminalpolizei des Reichssicherheitshauptamtes, Oberst Paul Werner, unterstützte den Wunsch Edmund Mezgers, ein Konzentrationslager zu besuchen, in einem Brief vom 8. März 1944 an den Chef der Verwaltung der Konzentrationslager, SS-General Richard Glücks, folgendermaßen:
„Seit Jahren arbeitet die Reichskriminalpolizei mit Professor Dr. Mezger, München, einem der bekanntesten Strafrechtslehrer der Gegenwart und hervorragenden Kriminalbiologen zusammen. Prof. Mezger hat mich nun kürzlich gebeten, ihm von Zeit zu Zeit gewisses Material über Schwerstkriminelle und dergl. zu geben, was ich selbstverständlich bereitwillig zusagte. Bei dieser Gelegenheit äusserte Prof. Mezger auch den Wunsch, gelegentlich gewisse Menschentypen in den Konzentrationslagern – in Frage kommt praktisch nur Dachau – an Ort und Stelle ansehen zu können.“
Diese und andere Quellen zu Edmund Mezger Tätigkeiten zu Gunsten einer Verwirklichung des Nationalsozialismus in den Jahren 1943 und 1944 sind von Francisco Muñoz Conde 2007 veröffentlicht worden.
Über seine Entnazifizierung nach Kriegsende ist nichts bekannt. Beim Nürnberger Prozess gegen die Hauptkriegsverbrecher wurde er 1946 Mitarbeiter des Verteidigers Otto Freiherr von Lüdinghausen, der Konstantin Freiherr von Neurath verteidigte. Er wurde aber selbst verdächtigt und einige Wochen im Nürnberger Zeugengefängnis inhaftiert.
Schon 1948 konnte Mezger an seinen Lehrstuhl in München zurückkehren, wo er bis zur Emeritierung 1952 blieb. Er gehörte der Redaktion der Grenzgebiete der Medizin an und wurde stellvertretender Vorsitzender der Großen Strafrechtskommission im Bundesministerium der Justiz. Mezgers Lehrbücher zum Allgemeinen und Besonderen Teil des Strafgesetzbuchs waren in den 1950er und 1960er Jahren Standardwerke der Juristenausbildung. Bereits 1953/1954 erschien eine ihm gewidmete umfangreiche Festschrift, in der seine Verbindung zum NS-Staat allerdings keine Erwähnung fand, wie sie auch ansonsten in der Öffentlichkeit nicht thematisiert wurde.

## Schriften (Auswahl)

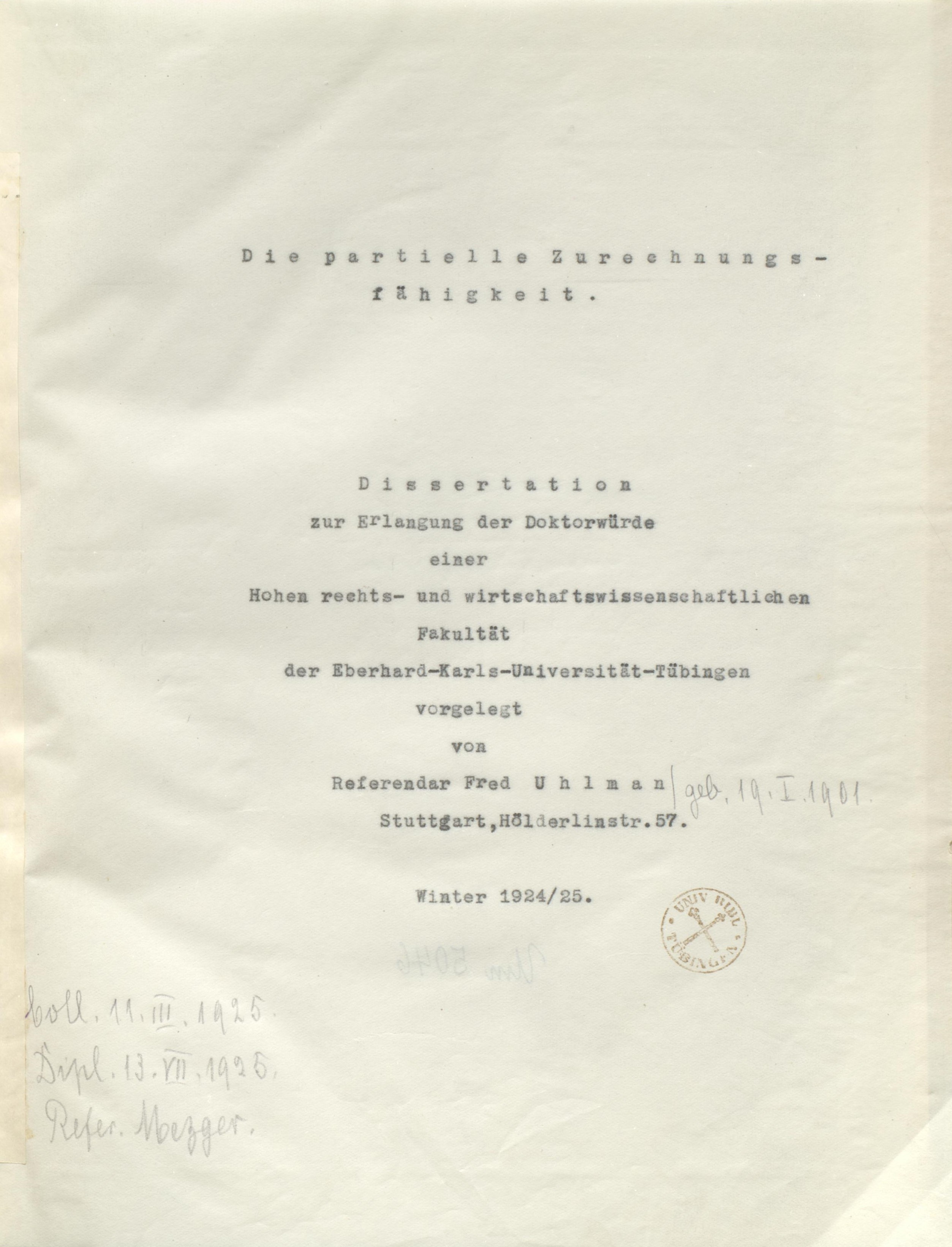
Der spätere Emigrant und Maler Fred Uhlman wurde 1925 bei Mezger mit einer Dissertation über den Massenmörder Ernst Wagner promoviert

- Sein und Sollen im Recht, Tübingen 1920.
- Vom Sinn der strafrechtlichen Tatbestände, in: Festschrift Träger, Berlin 1926, S. 187–230.
- Strafrecht, ein Lehrbuch, München/Leipzig 1931 (2. Aufl. 1933, 3. Aufl. 1949).
- Kriminalpolitik auf kriminologischer Grundlage, Stuttgart 1934 (2. Aufl. 1942, 3. Aufl., Kriminalpolitik und ihre kriminologischen Grundlagen, 1944).
- Die materielle Rechtswidrigkeit im kommenden Strafrecht, in: Zeitschrift für die gesamte Strafrechtswissenschaft 55 (1936), S. 1–17.
- Kriminalpsychologische Probleme im Strafrecht (Vortrag vom 05.06.1943), München 1943.
- Wege und Irrwege in der Lehre vom Tätertyp, in: Deutsche Justiz, 12. Jahrgang, Heft 12, 21. Juli 1944, S. 215–216.
- Strafrecht. 2 Teile, Beck, München/Berlin 1949 (zahlreiche Neuauflagen), Teil 1, 14. Auflage 1970, ISBN 3-406-01865-3; Teil 2, 9. Auflage 1966.